# Emergency Medical Retrieval Service

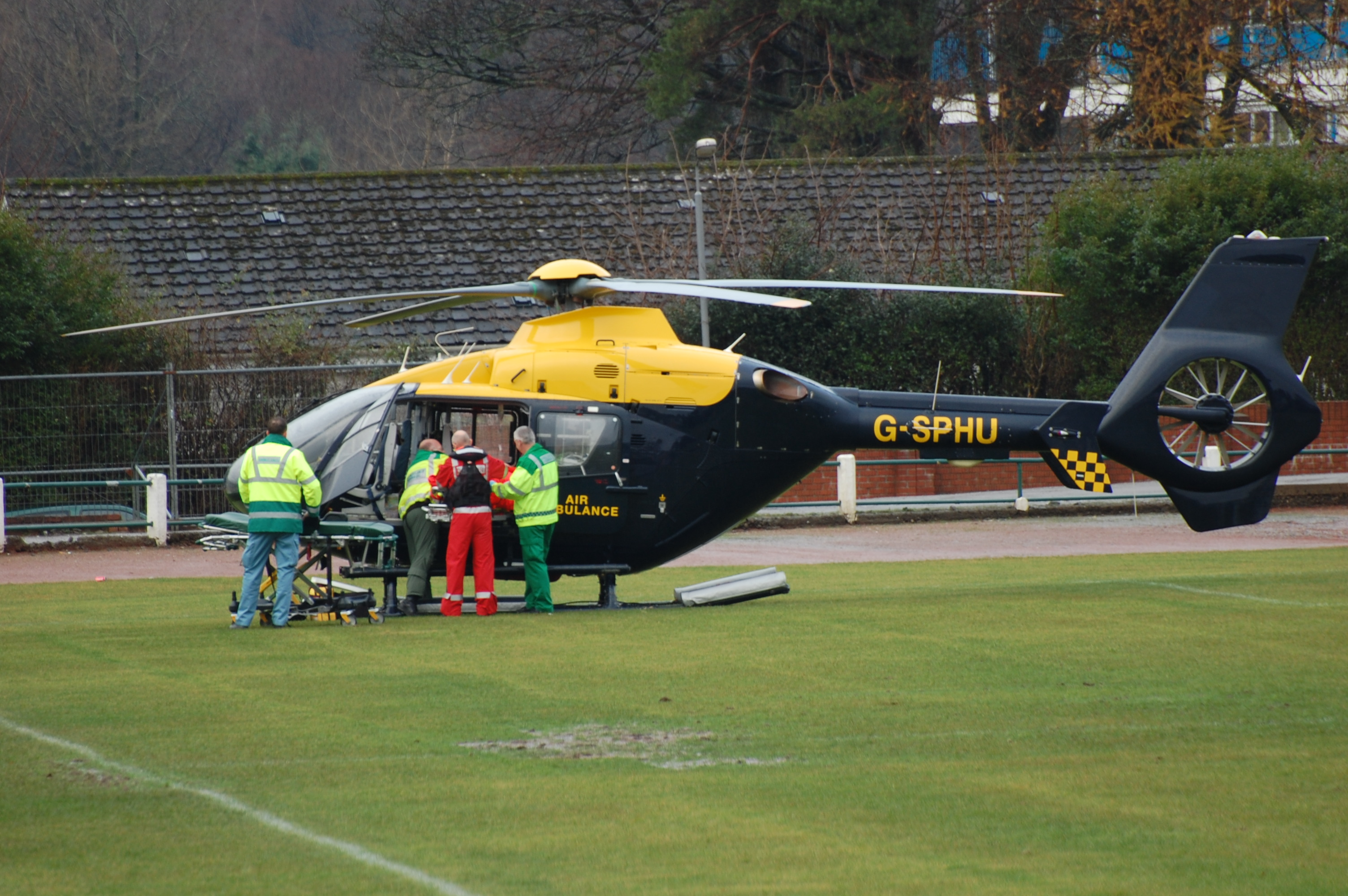
Вертолёт, находящийся в распоряжении EMRS, привёз больного в больницу в Глазго

Emergency Medical Retrieval Service (EMRS) — служба экстренной медицинской помощи и эвакуации, действующая в малонаселённых и труднодоступных районах на западе Шотландии.
Служба создана в 2004 году после проведения консультаций между NHS Greater Glasgow and Clyde, департаментом здравоохранения правительства Шотландии и Scottish Ambulance Service. Первоначально служба действовала в пределах регионов Аргайл и Кайл, однако успехи службы по спасению людей послужили стимулом к расширению зоны обслуживания на весь запад Шотландии.
В распоряжении службы находятся вертолёты и самолёты. Режим работы службы — круглосуточный.
Пострадавшие в результате несчастных случаев, аварий и автокатастроф, а также больные, которым по медицинским показаниям требуется транспортировка в более оснащённые больницы и медицинские центры, перевозятся на вертолётах и самолётах, принадлежащих Королевскому военно-морскому флоту Великобритании, но оперативно подчинённым EMRS. Базовый аэропорт — Глазго Прествик и Glasgow City Heliport.